# Daniel Spagnou
Pour les articles homonymes, voir Spagnou.
Daniel Spagnou est un homme politique français, né le 22 septembre 1940 à Barcelonnette (Alpes-de-Haute-Provence).

## Biographie
Daniel Spagnou a exercé la profession de directeur de caisse d'épargne ; il est désormais retraité.
Il est entré en politique en devenant maire de Sisteron le 14 mars 1983. Il exerce toujours cette fonction, sa liste ayant obtenu au premier tour 57 % des suffrages exprimés en 2020.
Du 15 avril 1985 au 18 mars 2001, il est membre du conseil général des Alpes-de-Haute-Provence. Il en est vice-président de 1988 à 2001.
Pendant dix ans, du 23 mars 1992 au 1er juillet 2002, il est également membre du conseil régional de Provence-Alpes-Côte d'Azur, dont il est vice-président de 1992 à 1998.
Le 16 juin 2002, il est élu député de la 2e circonscription des Alpes-de-Haute-Provence pour la XIIe législature (2002-2007). Il bat au deuxième tour le député sortant Robert Honde, ancien maire PRG de Manosque, en recueillant 59,91 % des voix au second tour.
Il est réélu député le 17 juin 2007, pour la XIIIe législature (2007-2012), en battant, au deuxième tour, Christophe Castaner, le maire PS de Forcalquier, avec 53,97 % des suffrages. Il siège dans le groupe UMP. 
Fin 2017, il rejoint Agir, la droite constructive.

## Mandats
Député
- 19/06/2002 - 19/06/2007 : Député de la 2e circonscription des Alpes-de-Haute-Provence
- 20/06/2007 - 19/06/2012 : Député de la 2e circonscription des Alpes-de-Haute-Provence

Conseiller régional
- 23/03/1992 - 15/03/1998 : Vice-président du conseil régional de Provence-Alpes-Côte d'Azur
- 16/03/1998 - 01/07/2002 : Membre du conseil régional de Provence-Alpes-Côte d'Azur

Conseiller général
- 15/04/1985 - 02/10/1988 : Membre du conseil général des Alpes-de-Haute-Provence
- 03/10/1988 - 27/03/1994 : Vice-président du conseil général des Alpes-de-Haute-Provence
- 28/03/1994 - 18/03/2001 : Vice-président du conseil général des Alpes-de-Haute-Provence

Conseiller municipal / Maire
- 14/03/1983 - 19/03/1989 : Maire de Sisteron, Alpes-de-Haute-Provence
- 20/03/1989 - 18/06/1995 : Maire de Sisteron
- 19/06/1995 - 18/03/2001 : Maire de Sisteron
- 18/03/2001 - 16/03/2008 : Maire de Sisteron
- Depuis le 16/03/2008 : Maire de Sisteron

Autres mandats et fonctions
- Président de la communauté de communes du Sisteronais
- Président de l'Association des maires de France des Alpes-de-Haute-Provence

## Publications
Homme politique français mais aussi auteur. Daniel Spagnou est l'auteur du livre "Un jour, j'irai à l'Elysée". Il a choisi Dysmat Editions pour éditer son livre autobiographique préfacé par Jean-Claude Gaudin.

## Décorations
- Officier de la Légion d'honneur 14 juillet 2019[2].
- Chevalier de la Légion d'honneur, 1999